# Леся. Мандрівний клубочок
Леся. Мандрівний клубочок ― науково-популярна книга української письменниці Наталки Малетич про життя Лесі Українки для дітей та підлітків.   

## Сюжет
У книзі йдеться про життєвий та творчий шлях Лесі Українки, зокрема про її дитинство, стосунки з родиною та характер. Описано вподобання, подорожі та творчі захоплення письменниці. Увагу акцентовано на зображенні Лесі Українки не як відомої авторки, а передусім як людини та юнки. Окрім висвітлення історії життя Лесі, у книзі також схарактеризовано її творчий доробок. 

## Історія створення
До авторки звернулося видавництво "Портал" з пропозицією написати книжку про когось із видатних діячів української культури, вона одразу вирішила, що хотіла б написати про Лесю Українку, адже ще школяркою захоплювалася Лесиними драматичними поемами і з великим зацікавленням читала Лесині листи. І саме листи стали визначальними в написанні цієї книжки. Але, звісно ж, і спогади сестер Лесі Українки, її друзів і сучасників. 
Леся листувалася дуже багато, то був дуже важливий для неї спосіб комунікувати насамперед з рідними, адже їй часто доводилося їздити на лікування і перебувати поза домом. І саме з листів можна дуже багато дізнатися про поетесу. 
Авторка вибирала з них фрагменти, які б могли розповісти дітям і підліткам про реальну Лесю: в якій родині вона зростала, що вона любила робити маленькою, в якому віці написала перший лист, які прізвиська були в неї та в її братів і сестер, як вона навчалася і скільки вивчила мов, хоча не могла відвідувати школу, як вчила молодших сестер грати на фортепіано, як багато мандрувала, як любила плавати, а ще — модно вдягатися і відвідувати європейські театри, з ким дружила і в кого закохувалася. 
Всю цю цікаву інформацію оформлено в невеликі текстові блоки для легкого сприйняття. 
Дуже красиво книжку проілюструвала Маша Фоя.

## Нагороди
Книга отримала нагороду BookForum Best Book Award 2021  та була відзначена у списку кращої української прози 2021 року ПЕН 

## Відгуки
Книга отримала схвальні відгуки, зокрема від Оксани Забужко  та Лариси Денисенко . Позитивний відгук на "Леся. Мандрівний клубочок" написала і БараБука .